# John Arnold (Uhrmacher)

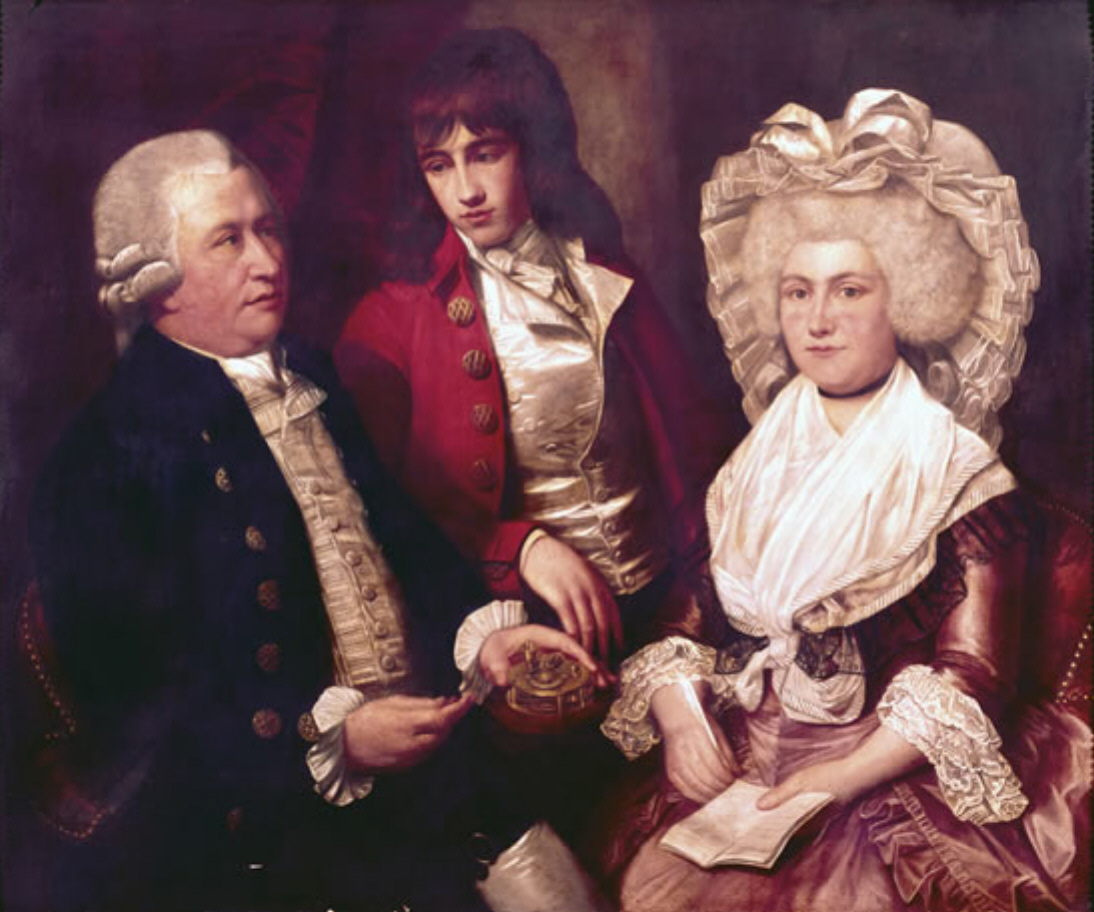
John Arnold (links) mit seinem Sohn und seiner Ehefrau. Gemälde von Robert Davy, um 1775

John Arnold (* 1736 in Bodmin, Cornwall; † 25. August 1799 in Eltham, Kent) war ein Uhrmacher und Erfinder sehr zuverlässiger Schiffschronometer. Er trug mit seinen Arbeiten entscheidend zur Lösung des Längenproblems bei.

## Longitude Act
Weil man den Längengrad nicht oder nur sehr ungenau bestimmen konnte, gingen immer wieder Schiffe und Mannschaften verloren. Auch musste man ohne Kenntnis des Längengrads erheblich längere Wege segeln. Im Jahre 1714 setzte das britische Parlament mit dem Longitude Act daher für eine Lösung des Längenproblems eine Belohnung in Höhe von 20.000 Pfund aus, für damalige Verhältnisse eine ganz erhebliche Summe (Ein Schiff kostete damals etwa 2000 Pfund). Man kann den Längengrad bestimmen, wenn man eine Referenzzeit eines Ortes bekannter Länge kennt, muss hierfür auf einem Schiff eine möglichst genaue Uhr mitführen, die über die ganze Reise hinweg die Uhrzeit des Ausgangshafens zeigt. Jede Gangungenauigkeit dieser Uhr führt direkt zu einem Fehler bei der Längenberechnung.

## Erfindungen
John Arnold verbesserte die damaligen Uhren bedeutend. Er erfand eine neuartige Hemmung und vereinfachte die Uhrwerke. Die Chronometer konnten so preisgünstig und in großen Stückzahlen gebaut werden. Er stellte auch das erste Taschenchronometer her. Durch besondere Präzisionsfertigung hielten seine Uhren den rauen Bedingungen einer Seefahrt stand und liefen sehr genau. Eine exakte Zeitmessung war erstmals möglich und damit die genaue Bestimmung des Längengrades. Erst im Jahre 1805, sechs Jahre nach seinem Tod, wurden seine Verdienste durch die Längengradkommission anerkannt und die Hälfte des ausgelobten Geldes an seinen Sohn John Roger Arnold ausgezahlt.